# Dennis K. Chesney
| 12583 Buckjean | 11 settembre 1999 |

Dennis K. Chesney (...) è un astronomo statunitense.
Il Minor Planet Center gli accredita la scoperta di trentotto asteroidi, effettuate tutte tra il 1998 e il 2000.